# Première circonscription de Chelenko
La première circonscription de Chelenko est une des 177 circonscriptions législatives de l'État fédéré Oromia, elle se situe dans la Zone Est Hararghe. Son représentant actuel est Mehamed Ahmed Musa.